# Schiffsunfall

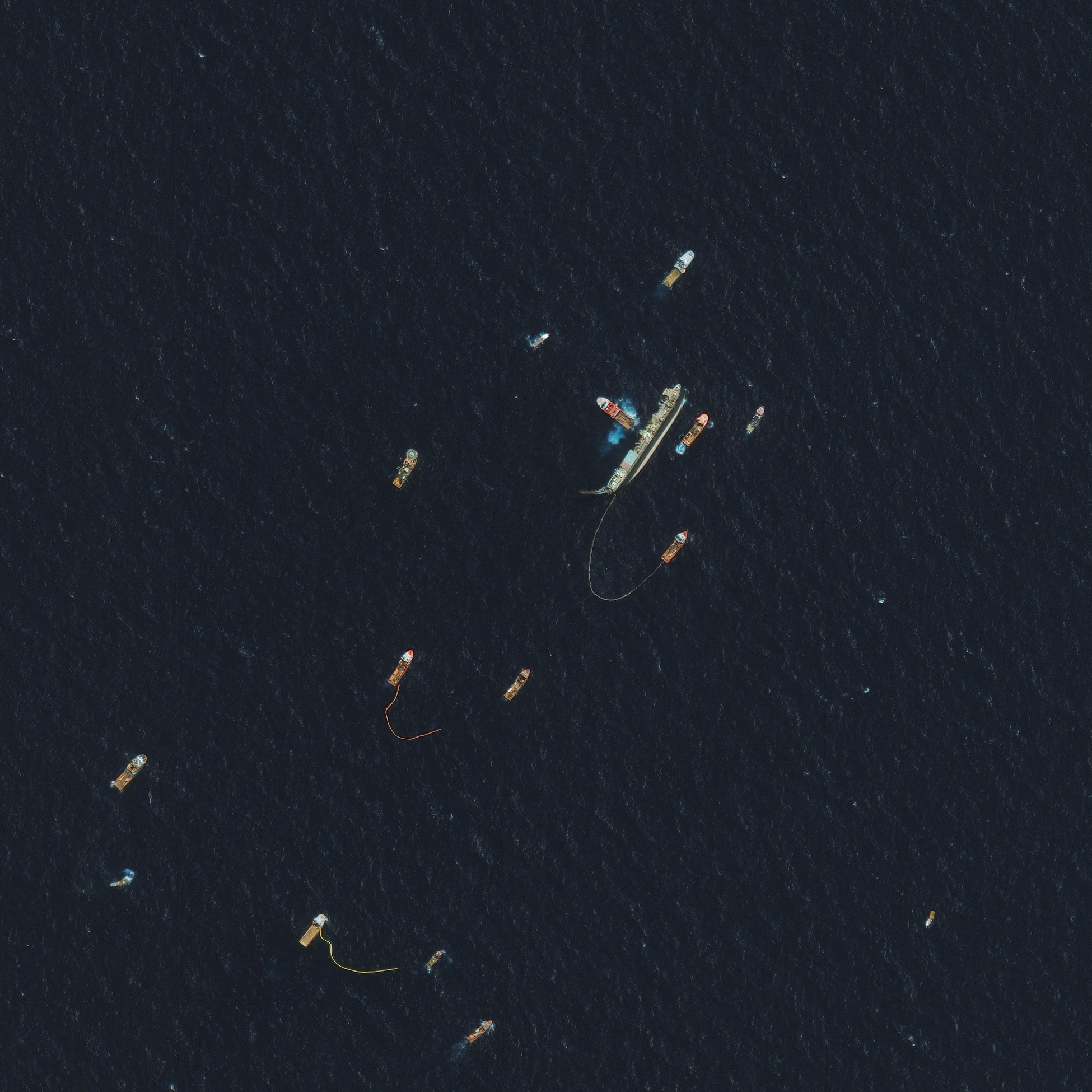
Havarierte Bohrinsel P-34 mit Hilfsschiffen vor der brasilianischen Küste (Oktober 2002)

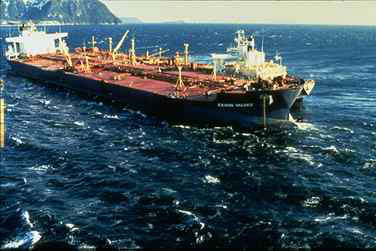
Exxon Valdez drei Tage, nachdem sie auf ein Riff aufgelaufen war (1989)

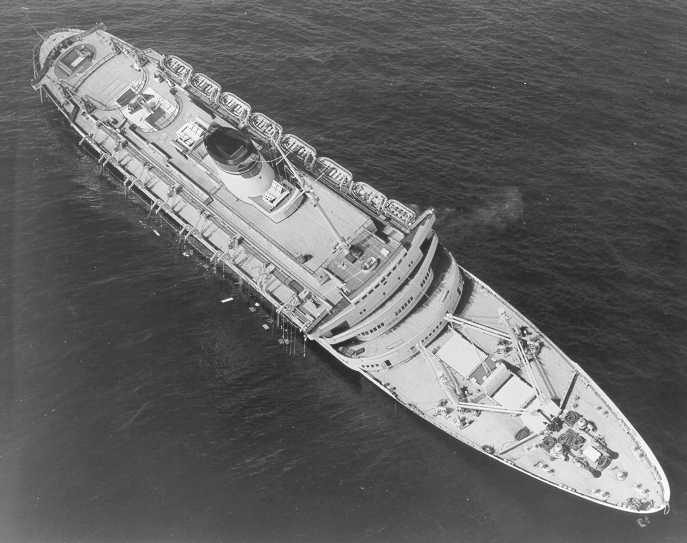
Andrea Doria mit Schlagseite nach der Kollision samt backbordseitigen Rettungsbooten (1956)

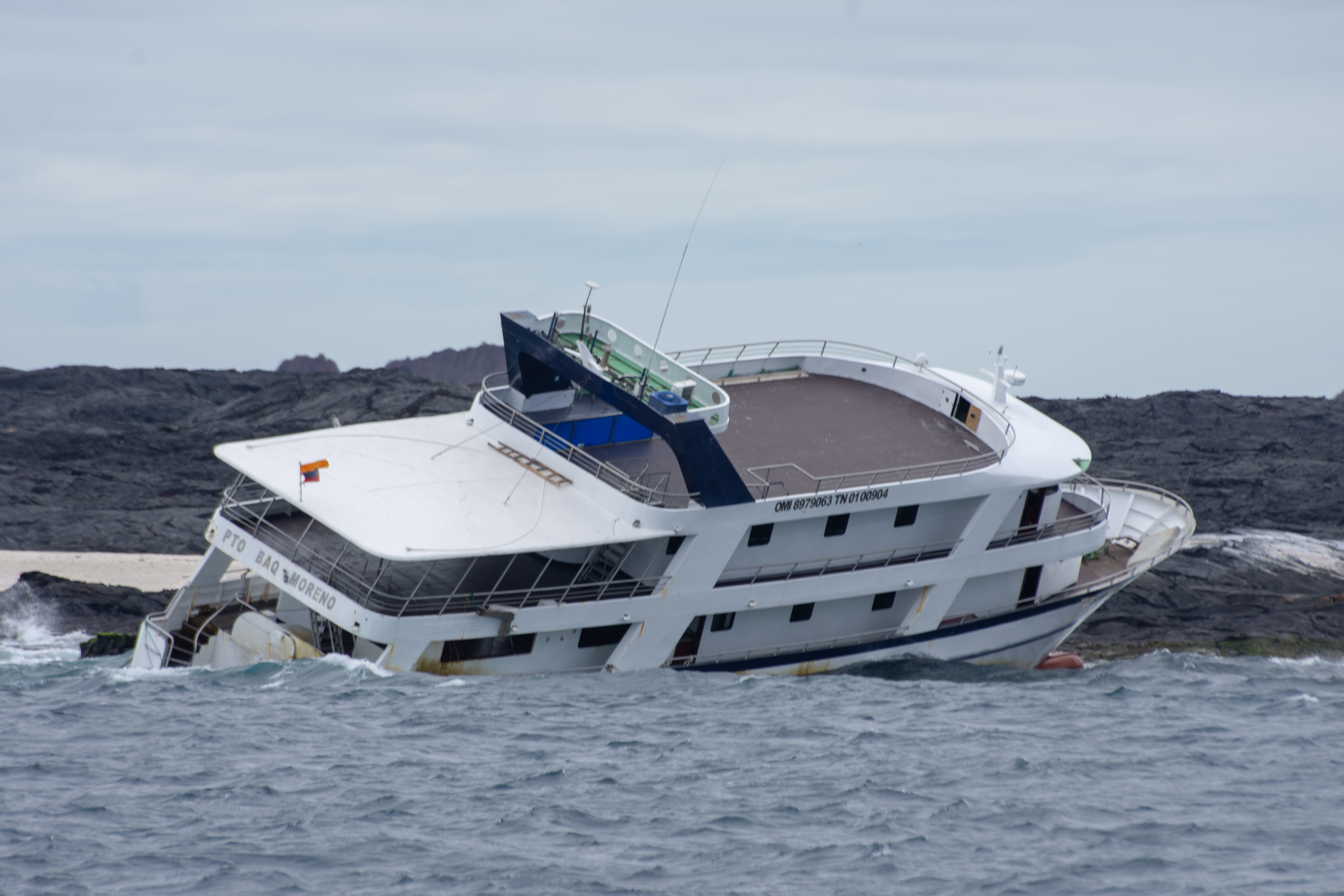
Schiff mit Schlagseite auf einem Riff (2018)

Ein Schiffsunfall (offiziell Seeunfall, umgangssprachlich auch Schiffsunglück; englisch ship accident) ist ein Schadensereignis im Wasser, an dem ein Schiff beteiligt ist.

## Beschreibung
Vorkommnisse, die man als Seeunfall einordnet, sind unter anderem Todesfälle, schwere Verletzungsfälle sowie Fälle von vermissten Personen an Bord im Zusammenhang mit dem Betrieb eines Schiffes oder Fälle, in denen die Schiffsbesatzung erheblich gefährdet wurde. Weitere Schiffsunfälle sind Schäden durch Grundberührung, Kollision, Feuer oder Explosion an Bord von Schiffen sowie durch Schlechtwetter. Darüber hinaus bezeichnet der Begriff Seeunfall auch technische Vorfälle, die die sichere Schiffsführung erheblich gefährden, oder Fälle von Umweltgefährdung oder Verschmutzung. Bei stärkerer Grundberührung kann es beispielsweise zum Auslaufen von Bunkeröl aus den Bunkertanks kommen, die teilweise im Doppelboden unterhalb der Wasserlinie liegen. In besonders schweren Fällen kann es auch zu einem Auseinanderbrechen des Schiffes kommen, wie z. B. bei der Amoco Cadiz, die 1978 vor der Bretagne in einen schweren Sturm geriet, auf einen Felsen auflief und auseinanderbrach. Dabei liefen etwa 233.000 Tonnen Rohöl aus. Eine der weltweit schwersten Umweltkatastrophen war die Folge.
Zur Aufklärung von Seeunfällen dienen unter anderem sogenannte Voyage Data Recorder, eine Blackbox für Schiffe.
Selten kommt es zu einem Schiffsunfall, indem ein Schiff und ein U-Boot zusammenstoßen. Zum Beispiel versenkte das US-U-Boot Greenville im Jahr 2001 versehentlich beim Auftauchen das japanische Fischerei-Ausbildungsschiff Ehime Maru.

## Seeunfalluntersuchung
Bei allen schwerwiegenden Schiffsunfällen auf Schiffen in deutschen Hoheitsgewässern sowie auf Schiffen, die die Flagge der Bundesrepublik Deutschland führen, sowie bei Vorliegen eines „erheblichen deutschen Untersuchungsinteresses“, wird nach dem Unfall eine Untersuchung durch die Bundesstelle für Seeunfalluntersuchung durchgeführt. Stellt das in diesem Verfahren beauftragte Seeamt in der darauf folgenden Verhandlung eine Verfehlung – z. B. eine durch Alkoholeinfluss verursachte Havarie – fest, so kann z. B. das Patent der verantwortlichen Person durch das Seeamt eingezogen werden. Der Einzug des Befähigungszeugnisses kann dabei befristet sein – in schweren Fällen erfolgt der Einzug dauerhaft. Bei minderschweren Vergehen verhängt das Seeamt zumeist ein Bußgeld. Da das Seeamt keine weiteren strafrechtlichen und zivilrechtlichen Befugnisse hat, kann sich nach der Untersuchung durch das Seeamt noch ein gesonderter Prozess vor den einschlägigen Gerichten anschließen.

## Rechtsfragen
Das Seesicherheits-Untersuchungs-Gesetz (SUG) definiert für Zwecke des Arbeitsschutzes von Beschäftigten auf Seeschiffen und des Umweltschutzes in § 1a Nr. 1 SUG den Seeunfall als Ereignis, das den Tod oder die schwere Verletzung von Menschen, das Verschwinden eines Menschen von Bord eines Schiffes, den Verlust oder die Aufgabe eines Schiffes, einen Sachschaden an einem Schiff, das Aufgrundlaufen oder den Schiffbruch eines Schiffes oder die Beteiligung eines Schiffes an einer Kollision, einen durch oder im Zusammenhang mit dem Betrieb eines Schiffes verursachten Sachschaden oder einen Umweltschaden als Folge einer durch oder im Zusammenhang mit dem Betrieb eines oder mehrerer Schiffe verursachten Beschädigung eines oder mehrerer Schiffe zur Folge hat.
Seeunfälle werden gemäß § 1a SUG in drei Kategorien eingeordnet:
- Sehr schwere Seeunfälle (SSU) haben den Verlust eines Menschenlebens, den Totalverlust des Schiffes oder eine erhebliche Umweltverschmutzung zur Folge.
- Schwere Seeunfälle (SU) sind Unfälle, die nicht unter „sehr schwerer Seeunfall“ fallen, aber eine Hilfeleistung von außerhalb des Schiffes erfordern. Dies können Feuer, Zusammenstöße, Grundberührungen, erhebliche Schiffsbeschädigungen oder Ähnliches sein.
- (Weniger schwere) Seeunfälle (WSU) sind jene Seeunfälle, die nicht in die beiden obigen Kategorien eingeordnet werden.

Bagatellfälle werden nicht als Seeunfälle betrachtet, sondern als Vorkommnis.
Das Schiffssicherheitsgesetz (SchSG) bestimmt, welche Maßnahmen bei der Durchführung der jeweils geltenden internationalen Regelungen zur Schiffssicherheit und zum Umweltschutz auf See vorzunehmen sind, um die Sicherheit und den Umweltschutz auf See sowie den damit unmittelbar im Zusammenhang stehenden Arbeitsschutz zu gewährleisten (§ 1 Abs. 1 SchSG). Es gilt gemäß § 2 SchSG für Seeschiffe mit Bundesflagge und für Binnenschiffe, die in einem deutschen Schiffsregister eingetragen sind und für Schiffe unter ausländischer Flagge, mit denen Küstenschifffahrt betrieben wird oder die auf Seeschifffahrtsstraßen oder im seewärts angrenzenden Bereich des deutschen Küstenmeeres gewerblich eingesetzt sind. Wer demnach ein Schiff zur Seefahrt einsetzt, ist verpflichtet, für dessen sicheren Betrieb und insbesondere dafür zu sorgen, dass es samt seinem Zubehör in betriebssicherem Zustand gehalten und sicher geführt wird und dass die notwendigen Vorkehrungen zum Schutze Dritter vor Gefahren aus dem Betrieb sowie zum Schutz der Meeresumwelt und der Luft vor Gefahren oder widerrechtlichen Beeinträchtigungen aus dem Betrieb getroffen werden. Dies umfasst auch, dass Personen, die in dem Schifffahrtsunternehmen und auf dem Schiff hierfür beauftragt werden, wirksam ausgewählt, angeleitet, unterrichtet, beobachtet und unterstützt werden (§ 3 SchSG).
Deutschland ist 1986 der Internationalen Seeschifffahrts-Organisation beigetreten, deren Ziel es ist, die Zusammenarbeit der Vertragsstaaten zur Verbesserung der Sicherheit auf See, der Leistungsfähigkeit der Schifffahrt und der Verhütung und Bekämpfung der Meeresumweltverschmutzung durch Schiffe zu erreichen.
Der historische deutsche Staat DDR orientierte sich ebenfalls an aktuellen Entwicklungen der Rechtsetzungstätigkeit der maritimen UNO-Sonderorganisation „IMCO“ und gehörte gemäß Dokumentationen von Ulrich Scharnow, Günter Hepper und Max Oesau mit Bezug zum Bereich Seerecht an der seinerzeit international bekannten Ingenieurhochschule für Seefahrt Warnemünde/Wustrow der Weltschifffahrtsorganisation  seit 1973 an.
Am Seefahrtsamt der DDR gab es zur Untersuchung von Seeunfällen die Seekammer der DDR als ein mit Schifffahrtssachverständigen besetztes Spruchorgan.
Die insbesondere dem Seerecht verpflichtete Arbeit der Seekammer der DDR wurde durch die Fernsehserie Zur See in Folge 8 Die  Verhandlung im Gebäude des damaligen Haus der Armee Rostock (seit 1. Juli 1992 Oberlandesgericht Rostock) anschaulich dargestellt:
Dort im Prozessverlauf aus Sicht einer Seeunfalluntersuchung gab der Kapitän Manfred Langhans (verkörpert durch Erik S. Klein) des auf eine Untiefe geratenen Schiffs die Schuld am Seeunfall durch Grundberührung des Schiffes seinem 3. Offizier Rolf Weiger (dargestellt von Erwin Berner), der zum Unfallzeitpunkt auf der Kommandobrücke die Seewache ging. Diese Schuldzuweisung hätte –sofern zutreffend- für den jungen Offizier in der Handelsschifffahrt nach Klärung aller Umstände des Einzelfalls und der sich ergebenden Rechtsfragen die arbeitsrechtlich bedeutsame Konsequenz „Verlust des Offizierspatents“ bedeutet. Der rechtsübliche Beisitzer Kapitän Hans Karsten (verkörpert von Horst Drinda) will und muss trotz langjähriger Freundschaft mit Kapt. Langhans die Angelegenheit sachlich und objektiv klären. Die Seekammer arbeitete auch mit Jurist Dettmann (verkörpert durch Armin Roder) still an der vollständigen Unfallrekonstruktion und der Havariekommissar (verkörpert durch den „DDR-Fernsehkapitän“ Gerd Peters) präsentierte sachlich und objektiv die ermittelten Tatsachen der fallbezogenen „Unfallforschung“, so dass der Vorsitzende der Seekammer (verkörpert durch Siegfried Weiß) nach vollständiger Feststellung aller Tatsachen und Abwägung aller Ergebnisse schlussendlich den „Unfall-Kapitän“ Manfred Langhans in seine Gesamt-Verantwortung nehmen musste und die Verhandlung mit dem arbeitsrechtlich bedeutsamen Spruch „Befristester Verlust des Kapitänspatents“ beendete.
In der wissenschaftlichen Reihe „Hamburger Studien zum europäischen und Internationalen Recht“ waren Rechtsfragen zum Thema „Seeunfalluntersuchung und  Berechtigungsentzug“ (Befähigungszeugnis (Schifffahrt)) auch über den deutschen Sprachraum hinaus Gegenstand einer 1996 im Verlag Duncker und Humblot veröffentlichten Dissertation.
Bei Schiffsunfällen von internationaler Bedeutung bzw. Auswirkung kann auch der von der UNO eingerichtete Internationale Seegerichtshof (englisch International Tribunal for the Law of the Sea) zuständig werden, welcher am 18. Oktober 1996 seinen Dienst aufnahm und seitdem seinen Sitz in Hamburg hat.

## Scheitern vs. Stranden
Das Scheitern (englisch foundering) ist in der Schifffahrt ein Schiffsunfall, bei dem das Wasserfahrzeug zerschellt. Das Schiff trifft auf Klippen, Sandbänke, Strand oder Untiefen oder ist am Ufer festgefahren und wird so stark beschädigt, dass es von der Schiffsbesatzung manövrierunfähig verlassen werden muss. Auch das auf Grund laufen gehört zum Scheitern. Im Gegensatz hierzu steht die Strandung, die das Schiff weitgehend unbeschädigt lässt.